# Рициос (Белуно)
Рициос (итал. Rizzios) је насеље у Италији у округу Белуно, региону Венето.
Према процени из 2011. у насељу је живело 45 становника. Насеље се налази на надморској висини од 859 м.